# حادثه ۱۴۰۲ معدن طزره
حادثهٔ ۱۴۰۲ معدن طزره در ۱۲ شهریور ۱۴۰۲ در یکی از تونل‌های استخراج زغال‌سنگ معدن رزمجاه در نزدیکی روستای طزره از توابع شهرستان دامغان رخ داد که در پی آن ۶ معدنچی جان خود را از دست دادند.

## شرح حادثه
مجموعه معادن زغال‌سنگ البرز شرقی در منطقهٔ طزره دامغان در مناطق سردسیر و کوهستانی جنوب رشته‌کوه البرز و در فاصلهٔ ۵۰ کیلومتری شهرستان دامغان واقع شده‌است. در ۱۲ شهریور ۱۴۰۲ طی حادثه‌ای در عمق ۴۰۰ متری تونل ۷۰۰ متری این معدن ۶ نفر معدنچی به نام‌های بهروز افروز، قربانعلی کمال، حسین غزائیان، حمید ایزدی، ابوالفضل غنایی و محمد نعیمی‌صفت جان خود را از دست دادند. علت حادثه باز شدن ناگهانی کیسهٔ گازی، انتشار گاز در پایین و حول و حوش کارگاه، ایجادِ یک عامل جرقه و در نهایت انفجار و ایجاد حجم عظیمی مونوکسید کربن بوده‌است.
شرکت معادن زغال‌سنگ البرز شرقی به عنوان یکی از واحدهای زیرمجموعهٔ ذوب‌آهن اصفهان و از تأمین‌کنندگان کنسانترهٔ زغال‌سنگ کُک‌شو از سال ۱۳۴۹ آغاز به کار کرد. عمده فعالیت این شرکت شامل اکتشاف، بهره‌برداری از معادن و فرآوری زغال‌سنگ جهت تأمین بخشی از کنسانترهٔ مورد نیاز ذوب‌آهن اصفهان است. ستاد مرکزی این شرکت در شاهرود قرار دارد و هم‌اکنون ۱۷۰۰ نفر در شرکت معادن زغال‌سنگ البرز شرقی مشغول به کار هستند که حوزهٔ فعالیت این شرکت از معادن طزره در شمال شرق شهرستان دامغان واقع در استان سمنان تا جنوب شهرستان مینودشت واقع در استان گلستان است. در ۲۲ مهرماه ۱۴۰۲ رئیس کل دادگستری استان سمنان از وصول گزارش هیئت بازرسان حوادث ناشی از کار مبنی بر تعیین مقصر حادثهٔ معدن رزمجاه طزرهٔ دامغان خبر داد.

## حواشی
شبکهٔ تلویزیونی اینترنتی جدال در ۱۴ شهریورماه ۱۴۰۲ در گفتگویی با عنوان «چگونه البرز شرقی ۶ ایرانی دیگر را بلعید؟» به شرح این حادثه پرداخت. مصاحبه با اسماعیل محمدولی خبرنگار حوزهٔ کارگری و گفت‌وگوهای میدانی در این برنامه ابعادی دیگر از ماجرا را روشن ساخت. زینب مرزوقی با عنوان «اول منافع سرمایه‌داران، بعد ایمنی!» در روزنامهٔ فرهیختگان در گزارش میدانی خود از وضعیت شرکت پیمانکار و نحوهٔ تعامل آن با معدنچیان پرده برداشت. شبکهٔ تلویزیون اینترنتی جدال در ادامه با برنامهٔ «ماجرای معدن طزره: قتل یا حادثه؟ متهم کیست؟» در ۱۵ شهریورماه ۱۴۰۲ به واکاوی زوایای پنهان این حادثه پرداخت. در ۱۴ شهریورماه ۱۴۰۲ خبرگزاری دانشجو بیانیهٔ ۱۸ تشکل دانشجویی استان سمنان را منتشر کرد. در ۱۹ شهریورماه ۱۴۰۲ برنامهٔ ثریا در شبکهٔ یک سیما به صورت مفصل به این حادثه پرداخت. در بخشی از این برنامه به گزارش میدانی از محل حادثه و مصاحبه با معدنچی‌ها و کارگران و خانواده‌های آن‌ها اختصاص داشت. در بخشی از این گفت‌وگوها به مسائل و مشکلات کارگران و معدنچی‌ها اشاره شد. کاستی‌های تجهیزات ایمنی، عدم دقت کافی از سوی مسئولان ایمنی معدن، قراردادهای سفید امضا، عدم واریز بیمه به صورت مرتب از سوی شرکت‌های پیمانکار و تضییع حقوق کارگران از جمله این مشکلات بودند. در ادامه کوثر دولتخواه مسئول هستهٔ مطالبه‌گری معدن بسیج دانشجویی دانشگاه‌های استان سمنان با اشاره به مستندات جمع‌آوری شده در خصوص مسائل و مشکلات معدن طزره از ارسال آن‌ها به دفتر ریاست‌جمهوری در سال‌های قبل خبر داد. وی همچنین از اظهارنظر وزیر کشور در ساعت‌های اولیهٔ بروز حادثه انتقاد کرد.
در تاریخ ۲۷ مهر رئیس کل دادگستری استان سمنان با معرفی مقصر حادثه، تأکید کرد سرپرست معدن به اتهام ۶ فقره قتل غیرعمد ناشی از بی‌احتیاطی در حین کار به‌لحاظ عجز از تودیع تأمین مناسب کیفری، بازداشت و روانهٔ زندان شده‌است. در ادامه تحقیقات سرپرست کارگاه و مسؤول ایمنی که دستگاه صحت سنجش اکسیژن را در اختیار داشته، هر کدام به اتهام بی‌احتیاطی و بی‌مبالاتی منتهی به قتل غیرعمدی ۶ نفر از کارگران معدن به میزان ۱۰ درصد تقصیر، تفهیم اتهام شدند.